# Chiesa dei Santi Primo e Feliciano (Leggiuno)
La chiesa dei Santi Primo e Feliciano è un edificio religioso, risalente al IX secolo e successivamente ricostruito, che si trova a Leggiuno, in provincia di Varese e arcidiocesi di Milano.

## Storia e descrizione
Il primitivo edificio di quello che oggi è l'oratorio dei Santi Primo e Feliciano fu edificato nel IX secolo dal vassallo carolingio Eremberto nei pressi della pieve di Leggiuno, che assicurava il controllo milanese sulla costa del lago Maggiore. La lapide sepolcrale di Eremberto, reimpiegata come mensa d'altare, fu rinvenuta In occasione del restauro del 1920 e si può vedere murata sulla parete orientale del presbiterio.
Il campanile romanico è ritenuto del XI secolo, in pietra, con irregolari monofore e bifore sui quattro lati della cella campanaria.
La facciata presenta un portale realizzato nel Seicento, sulla facciata dell’oratorio, utilizzando materiali antichi, forse provenienti dalla Mediolanum romana: due colonne in marmo proconnesio sormontate da capitelli, pure in marmo proconnesio, databili al V-VI secolo.

### I reperti romani
Tra navata e presbiterio sono collocati collocato a guisa di transenna tre lastroni provenienti da un sarcofago romano in marmo proconnesio smembrato. Conteneva il corpo di Caius Iulius Grattianus, come recita l'iscrizione, preceduta dalla dedica agli dei mani: D(is) M(anibus) v(ivus) f(ecit). è del tipo architettonico ad arcate, con due aquile che reggono un festone, mentre la decorazione dei fianchi appare ritoccata in eta `altomedievale inserendo un giglio.
A destra della facciata dell’oratorio si trova un’ara funeraria di notevoli dimensioni in marmo di Musso. Come si desume dalla descrizione, trascritta dal celebre archeologo Theodor Mommsen, rappresenta il monumento funerario di Lucius Virius Frontinus, pontifex a Mediolanum, innalzato per lui dal figlio, Lucius Virius Vinicianus. L'altra ara funeraria presente, riporta la seguente epigrafe:, con cui lo stesso  Lucius Virius Vinicianus la dedica l''amata moglie:
D(is) M(anibus) L(ucio) Virio Viniciano v(iro) e(gregio) Caesia Ortensia coniugi karissim(o)
Entrambe risalgono al periodo tra la fine del II e l’inizio del III secolo d.C.
Frammenti di due are dedicate a Giove sono murate all'esterno dell'edificio.

### Interno
All'interno oggi si presenta come edificio ad aula unica, in muratura, con copertura a volte a crociera costolonate, in due campate, suddivise da un arcone a sesto acuto poggiante su lesene.
Sulla parete di fondo, priva di abside, un affresco seicentesco finge la presenza di un altare,  rappresentando al centro la Madonna con Bambino tra i santi Primo e Feliciano, ai lati  dei  quali,  in  due  finte nicchie,  sono san Carlo Borromeo e san Giovanni Battista, datato 1633
Sulla parete  laterale del  presbiterio  un precedente dipinto,   datato  1488 e firmato opera  di  Joannes Bernardinus  de  Laveno rappresenta  una  Natività,  e  nella  fascia inferiore  tre  santi, Primo, Siro e S.Feliciano, corredati dagli stemmi nobiliari dei committenti.